# Eduardo Ezquer
Eduardo Ezquer Gabaldón (f. 1981) fue un político español . Conocido falangista extremeño, llegaría a tener un papel relevante en la región. Tras el establecimiento de la dictadura franquista, sin embargo, mantuvo una abierta postura contraria al régimen, lo que llevaría a que fuese detenido por la policía franquista en numerosas ocasiones.

## Biografía
De origen navarro, comenzó su carrera como periodista, llegando a colaborar con la revista Unión Patriótica. Militante de Falange Española prácticamente desde su fundación, en marzo de 1934 asumió la jefatura de Falange en el municipio de Don Benito, sustituyendo al capitán retirado Leopoldo Nieto. Durante el período de la Segunda República se caracterizó por sus métodos violentos, lo que le supuso ser detenido en alguna ocasión. En esa época, hacia 1935, llegaría a ser miembro del Consejo nacional de FE de las JONS y jefe provincial de Falange en Badajoz.
Tras el estallido de la Guerra civil se unió a las fuerzas sublevadas. Sin embargo, se opuso al Decreto de Unificación de la Falange con el carlismo, por lo que fue detenido por las autoridades y pasó algún tiempo encarcelado. Además, fue expulsado del partido resultante de la unificación, FET y de las JONS, en noviembre de 1937. Volvió a ser detenido en 1939, junto a los «camisas viejas» Narciso Perales y Tito Meléndez, bajo la acusación de haber intentado formar una «Falange Auténtica». El régimen franquista no lo condenó a muerte, aunque permaneció una larga temporada en la cárcel, pasando por las prisiones de Gerona y Burgos. A pesar de ello, no abandonó sus actividades subversivas. Fundó la Organización de Recobro Nacional Sindicalista (ORNS), que tuvo cierta actividad hasta su desarticulación policial en 1942.
Reconocido simpatizante de la Alemania nazi, llegó a acoger en su finca al líder fascista belga Léon Degrelle.
Durante el tardofranquismo, entre 1972 y 1977, ejerció como procurador en las Cortes franquistas. Tras la muerte de Franco fue uno de los cincuenta y nueve procuradores en las Cortes Franquistas que el 18 de noviembre de 1976 votaron en contra de la Ley para la Reforma Política que derogaba los Principios Fundamentales del Movimiento.